# Quinto Servilio Cepión (pretor)
Quinto Servilio Cepión (en latín, Quintus Servilius Caepio) fue un político y militar romano. Fue elegido pretor en 91 a. C.. Luchó por Roma durante las Guerras Marsas de la rebelión itálica contra Roma. Su padre era Quinto Servilio Cepión, que fue cónsul y participó en las guerras contra los germanos. En su año consular, Quinto Servilio Cepión condujo a su ejército que fue apabullantemente aniquilado en la Batalla de Arausio.
Cepión se casó con Livia, hermana de Marco Livio Druso. Livia le dio tres niños: Servilia, la amante de Julio César, madre de Marco Junio Bruto y suegra de Cayo Casio Longino; otra hija, también llamada Servilia; y un hijo, Quinto Servilio Cepión. Se divorció de Livia tras una disputa política y personal con Druso. Livia más tarde se casó con Marco Porcio Catón y tuvieron a Marco Porcio Catón el Joven, que sería más adelante el más inflexible y fanático oponente de César. 
Cepión se volvió un ferviente oponente de Druso y sus leyes que trataban de dar la total ciudadanía a los itálicos. Plinio el Viejo dijo que la disputa entre ellos comenzó por un anillo de oro. Cepión, se rumoreaba, incluso estuvo implicado en el asesinato de Druso. Durante la guerra de los aliados o mársica, después de la muerte de Rutilio Lupo y de que Sexto Julio César fuera llamado a Roma por el Senado, se encomendó el mando del ejército romano a Mario y a Cepión. Quinto Popedio Silón, líder de los Itálicos, siendo enemigo de Cepión mucho tiempo atrás, fingió ser desertor de las filas de los itálicos, se presentó ante él acompañándolo dos jovencitos vestidos de púrpura como rehenes (supuestamente hijos de Silón ) y le propuso entregarle a su ejército si a toda prisa le acompañaba con el suyo. Se desconoce qué argumentos empleó Silón para convencer a Servilio Cepión, pero el hecho es que al llegar al lugar señalado le cogieron a él y a buena parte de los suyos, matándolos a todos y cortando la cabeza de Servilio Cepión.